# 야마구시 파우캉
야마구시 파우캉 플로렌치누(브라질 포르투갈어: Yamaguchi Falcão Florentino, 1988년 1월 24일~)는 브라질의 권투 선수이다. 브라질 국가대표 선수로 활동하여 2012년 하계 올림픽 남자 라이트헤비급에서 동메달과 2011년 팬아메리칸 게임 은메달 1개를 획득했다.

## 개인사
동생인 이스키바 파우캉 또한 권투 선수이다.